# 下圖里夫
49°5′31″N 22°56′24″E / 49.09194°N 22.94000°E
下圖里夫（烏克蘭語：Нижній Турів），是烏克蘭西部的村莊，隸屬利維夫州的桑比爾區。該村始建於1556年，面積1.8平方公里，海拔高度635米，2001年人口512，人口密度每平方公里284.44人。